# Bılıx
Bılıx är en ort i Azerbajdzjan.   Den ligger i distriktet Qəbələ, i den centrala delen av landet, 180 kilometer väster om huvudstaden Baku. Bılıx ligger 401 meter över havet och antalet invånare är 862.
Terrängen runt Bılıx är kuperad åt sydost, men åt nordväst är den platt. Närmaste större samhälle är Qutqashen, 17,7 kilometer norr om Bılıx.
Trakten runt Bılıx består till största delen av jordbruksmark. Runt Bılıx är det ganska glesbefolkat, med 34 invånare per kvadratkilometer.